# Herkogamie

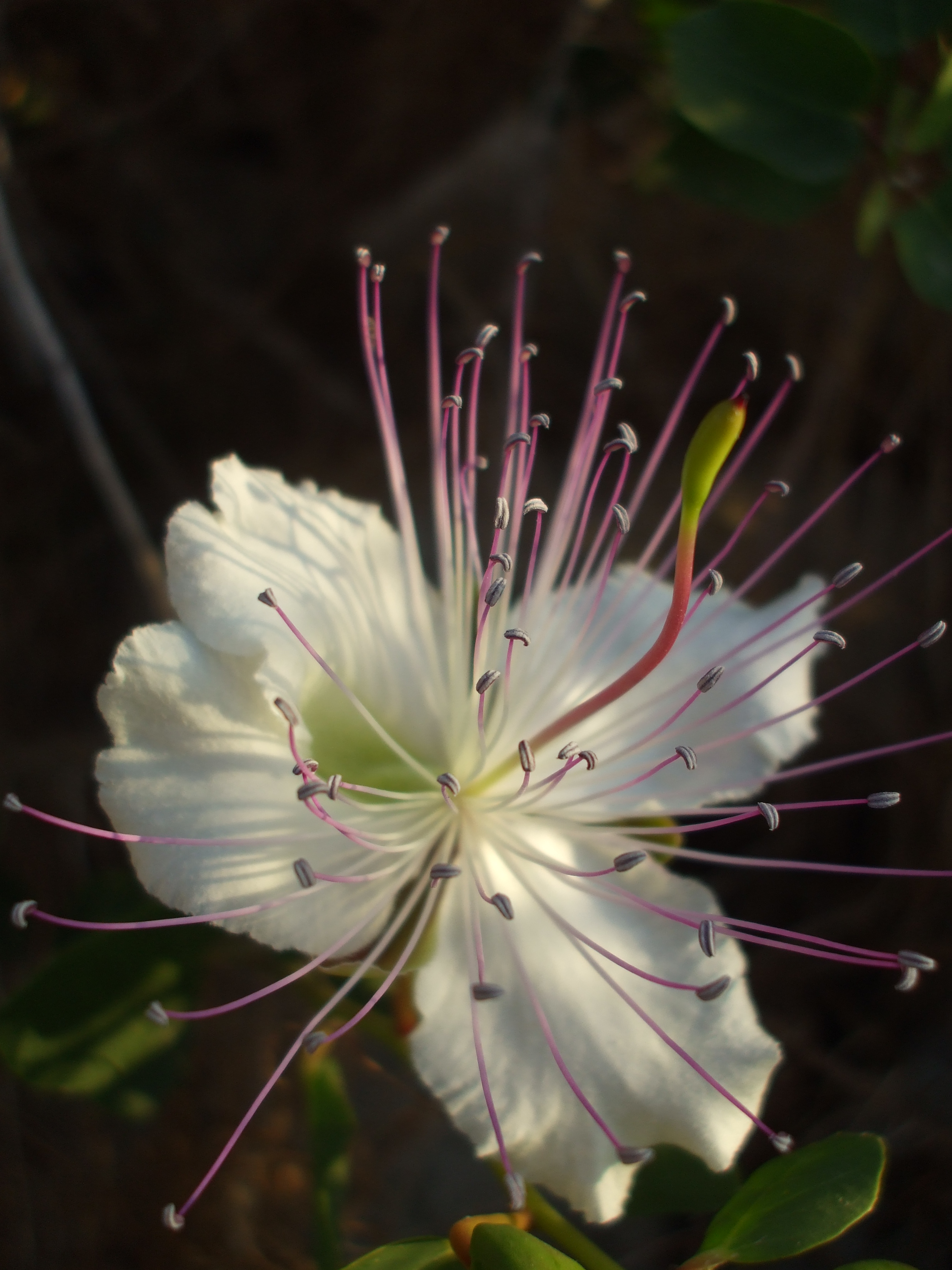
Blüte des Kapernstrauchs (Capparis spinosa) mit durch ein Gynophor über die Ebene der Staubgefäße erhobenen Fruchtknoten

Als Herkogamie oder Getrenntzwittrigkeit wird in der Botanik die räumliche Trennung von männlichen und weiblichen Geschlechtsorganen innerhalb einer Blüte oder auf verschiedenen Individuen bezeichnet. Diese dient der Vermeidung von Selbstbestäubung und der Förderung der Fremdbestäubung. Die Herkogamie stellt als Mechanismus dabei eine Alternative zur Diklinie, also der Bildung getrenntgeschlechtlicher Blüten, dar.
In den meisten Fällen liegt bei Herkogamie die Narbe in der Anflugbahn eines die Blüte besuchenden Insekts, so dass von einer anderen Blüte mitgebrachter Pollen hier abgeladen wird, bevor an den Staubgefäßen neuer Pollen aufgenommen wird. Anatomisch kann dies durch eine starke Verlängerung des Griffels oder durch das Anheben des gesamten Gynoeceums durch ein Gynophor, eine Verlängerung der Blütenachse, erreicht werden. Bei manchen Pflanzenarten wie der Gauklerblume (Mimulus) ist die Herkogamie mit einer durch Berührung ausgelösten Bewegung (Thigmonastie) verbunden, die die Narbe nach dem Besuch eines Insekts verschließt oder aus der Anflugbahn bewegt, so dass eine Bestäubung beim Abflug des Insekts verhindert wird.
Man unterscheidet mehrere Formen der Herkogamie:
- bei Anflug, Annäherung (approached); Narbe ist höher als die Antheren
- umgekehrt (reverse); Narbe ist tiefer als die Antheren
- homomorph; alle Blüten in derselben Form und zwittrig; geordnet oder ungeordnet.
- interfloral; einige oder alle Blüten haben nur eine Funktion. (Monözie, Diözie, Subdiözie)
- Eine weitere Form ist die reziproke Herkogamie (wechselseitig), dazu zählt die Enantiostylie (Schiefgriffligkeit) und die Heterostylie bei der innerhalb einer Art verschieden gestaltete Blüten vorkommen, wobei in einem Typ die Positionen der männlichen und weiblichen Geschlechtsorgane im Vergleich zum anderen jeweils vertauscht sind, so dass in einem Blütentyp am Insekt abgelagerter Pollen nur im anderen Typ in Kontakt mit der Narbe kommt.

weiter kann unterschieden werden in:
- geordnet (ordered); richtige Anordnung im Bezug zum Bestäuberzugriff, die Blütenmorphologie kontrolliert den Bestäuber.
- ungeordnet; der Kontakt des Bestäubers ist nicht geordnet, folgt keiner Reihenfolge.
- temporär, partielle Dichogamie; Narben und Pollen oder beide erscheinen zu unterschiedlichen Zeiten an derselben Position. Zum Beispiel die Bewegung der Staubblätter erlaubt ihnen, zum Zeitpunkt der Pollenfreisetzung eine Position einzunehmen, die der Position der rezeptiven, empfänglichen Narben bei älteren (oder jüngeren) Blüten entspricht, und während der weiblichen Phase eine andere Position einzunehmen.
- beweglich (movement); die Blütenteile bewegen sich im Bezug zum Bestäuber, z. B. schließen sich die Narben bei Kontakt oder wenn Pollen sie erreicht, oder die Staubblätter bewegen sich nach innen, wenn der Bestäuber die Narbe berührt (Auslöser, Trigger Herkogamie).[3]